# Berthe Weill

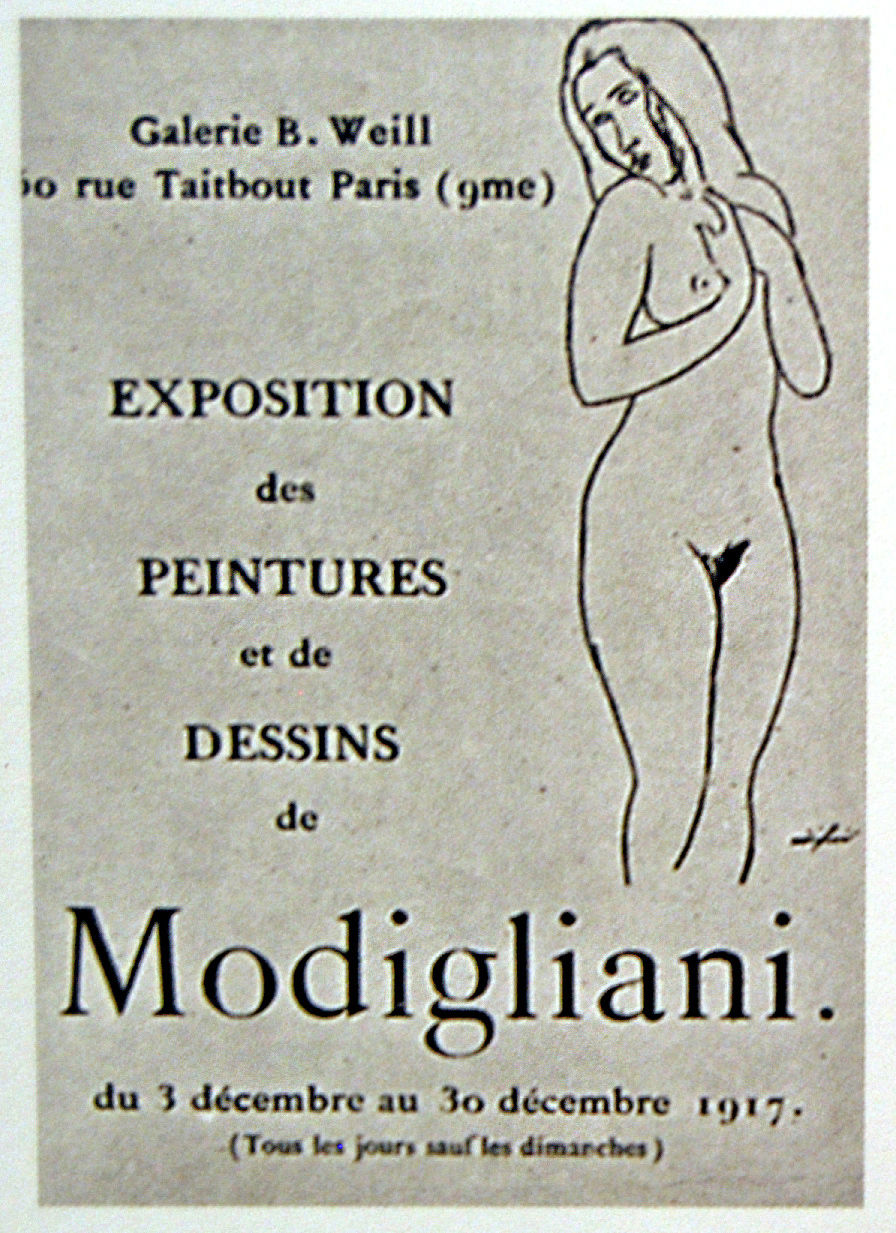
Manifesto per la mostra personale di Modigliani tenutasi alla Galerie Berthe Weill nel 1917. La mostra venne fatta chiudere dalla polizia per i dipinti di nudo femminile in esposizione

Berthe Weill (Parigi, 20 novembre 1865 – L'Isle-Adam, 17 aprile 1951) è stata una mercante d'arte francese che ebbe un ruolo importante nella creazione del mercato dell'arte moderna appoggiando l'avanguardia pittorica parigina. Anche se è meno nota dei suoi concorrenti Ambroise Vollard, Daniel-Henry Kahnweiler e Paul Rosenberg, ella è accreditata della vendita del primo quadro di Pablo Picasso a Parigi, di Henri Matisse e di aver allestito l'unica mostra personale di Amedeo Modigliani durante il corso della vita dell'artista (si veda poster della mostra).

## Biografia
Esther Berthe Weill nacque in una famiglia ebrea alsaziana della bassa classe media, dalla famiglia dei sette figli di Salomon Léandre Weill e Fanny Heymann. Poiché i suoi genitori erano di modesti mezzi, Berthe andò a lavorare come apprendista nel negozio di antiquariato di Mayer dove apprese l'attività di vendita e acquisito di oggetti d'arte, in particolare di incisioni del XVIII secolo. Questa esperienza le consentì di conoscere collezionisti, scrittori e altri mercanti d'arte.
Dopo la morte di Mayer ella aprì un piccolo negozio, in società con uno dei suoi fratelli, ma l'attività non ebbe vita lunga (1897-1900). Sotto l'influenza di Roger Marx, un importante critico d'arte, incominciò ad interessarsi all'arte dei pittori emergenti.
Nel 1900, subito dopo l'arrivo di Picasso a Parigi, ella acquistò e vendette i primi quadri dell'artista spagnolo.
Nel 1901, con l'aiuto di Mañach, un broker di opere di pittori spagnoli, e con l'investimento di 375 franchi, soldi stanziati per la sua dote, inaugurò la "Galerie B. Weill" e si dedicò alla promozione dei giovani pittori ("Place aux Jeunes" il suo motto), con grande dispiacere della sua famiglia e della vedova di Mayer, in quanto scoprire nuovi artisti era un'impresa assai rischiosa. La sua galleria però rimase in vita fino al 1939 anche se, nonostante il notevole numero di artisti divenuti famosi dopo esser passati dalla sua galleria, rimase povera per tutta la sua vita tanto che nel 1946 molti pittori che lei aveva sostenuto tennero un'asta di loro opere e le donarono il ricavato in modo che potesse vivere in po' più confortevolmente gli ultimi anni.
Nel 1948 venne insignita dell'onorificenza di cavaliere della Légion d’Honneur, per il suo contributo allo sviluppo dell'arte moderna e nel 1951 morì a L'Isle-Adam all'età di 86 anni.
Nel 1933 la Weill pubblicò le sue memorie, una storia di trent'anni di attività come mercante d'arte.  Tra gli artisti che divennero famosi attraverso l'esposizione delle loro opere nella galleria della Weill, oltre a quelli prima citati, ci sono Raoul Dufy, André Derain, Maurice Vlaminck, Diego Rivera, Georges Braque, Kees Van Dongen, Maurice Utrillo. Il suo ruolo fu importante anche per la promozione di pittrici come Suzanne Valadon, Emilie Charmy e Jacqueline Marval.
Recentemente l'interesse per Berthe Weill si è risvegliato. Nel 2007, il suo ritratto, realizzato da Picasso nel 1920, è stato dichiarato tesoro nazionale francese. Nel 2009 le sue memorie (1933) vennero ripubblicate e venne approntato un compendio di tutte le mostre da lei allestite. Nel 2011 venne poi pubblicato uno studio sulla sua attività di mercante d'arte.

## Artisti da lei lanciati
Picasso, Matisse, Derain, Vlaminck, Marquet, Manguin, Camoin, Raoul Dufy, Diego Rivera, Braque, Friesz, van Dongen, Utrillo, Puy, Metzinger, Modigliani, Rouault, Marie Laurencin, Suzanne Valadon, Emilie Charmy, Jacqueline Marval, Kisling, Flandrin, Leger, Pascin...